# Catete (stacja metra)
Catete – stacja metra w Rio de Janeiro, w dzielnicy Catete, na linii 1 i 2. Zlokalizowana jest pomiędzy stacjami Largo do Machado i Glória. Została otwarta 17 września 1981.